# Дрежник-Град
44°57′ пн. ш. 15°40′ сх. д. / 44.95° пн. ш. 15.66° сх. д.
Дрежник-Град (хорв. Drežnik Grad) — населений пункт у Хорватії, у Карловацькій жупанії у складі громади Раковиця.

## Населення
Населення за даними перепису 2011 року становило 354 осіб.
Динаміка чисельності населення поселення: